# Senftenberg (Brandenburg)
Senftenberg is een plaats in de Duitse deelstaat Brandenburg. Het is de Kreisstadt van de Landkreis Oberspreewald-Lausitz. De stad telt 23.371 inwoners.

## Geografie
Senftenberg heeft een oppervlakte van 127,09 km² en ligt in het oosten van Duitsland.

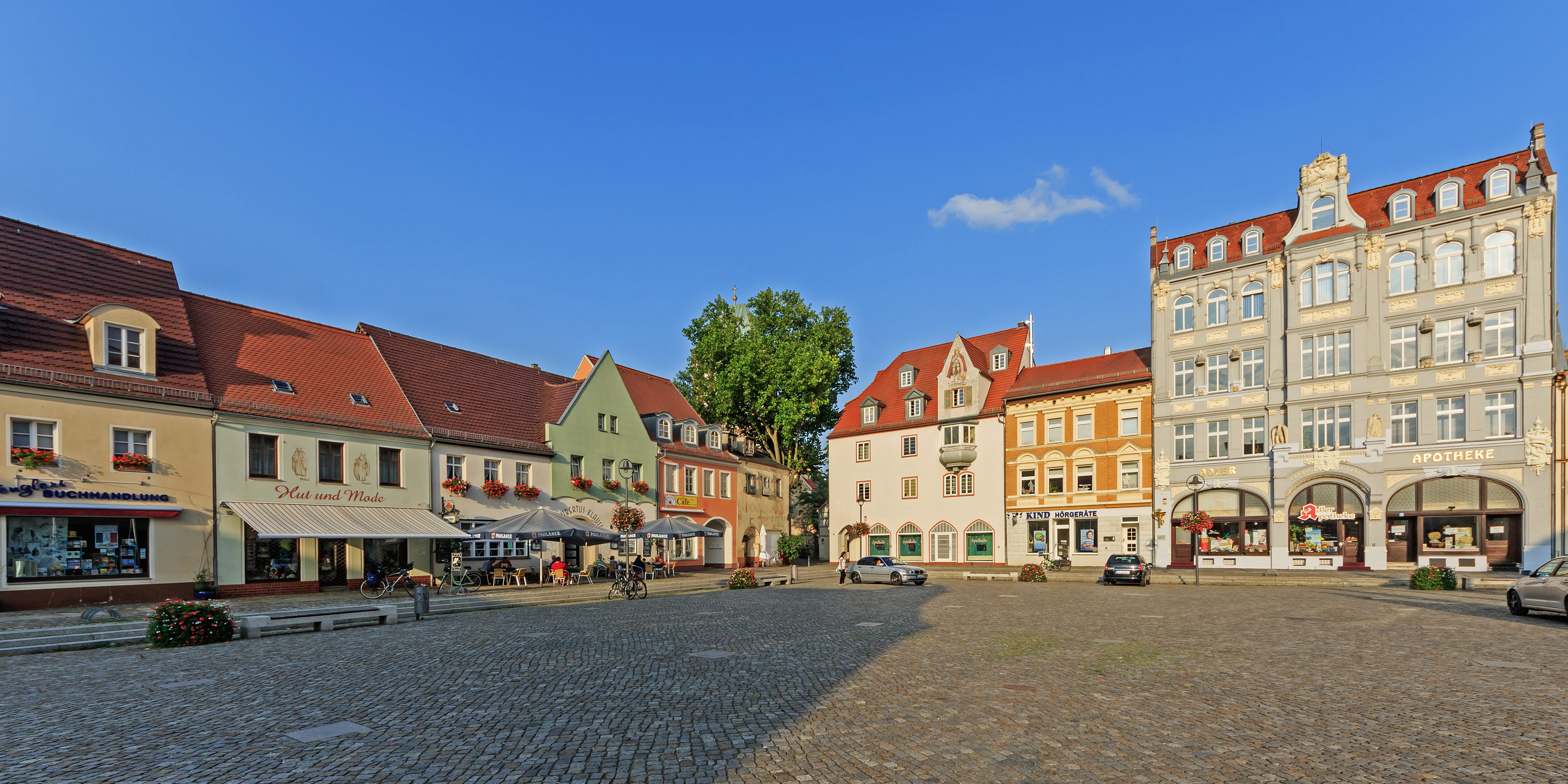
Markt
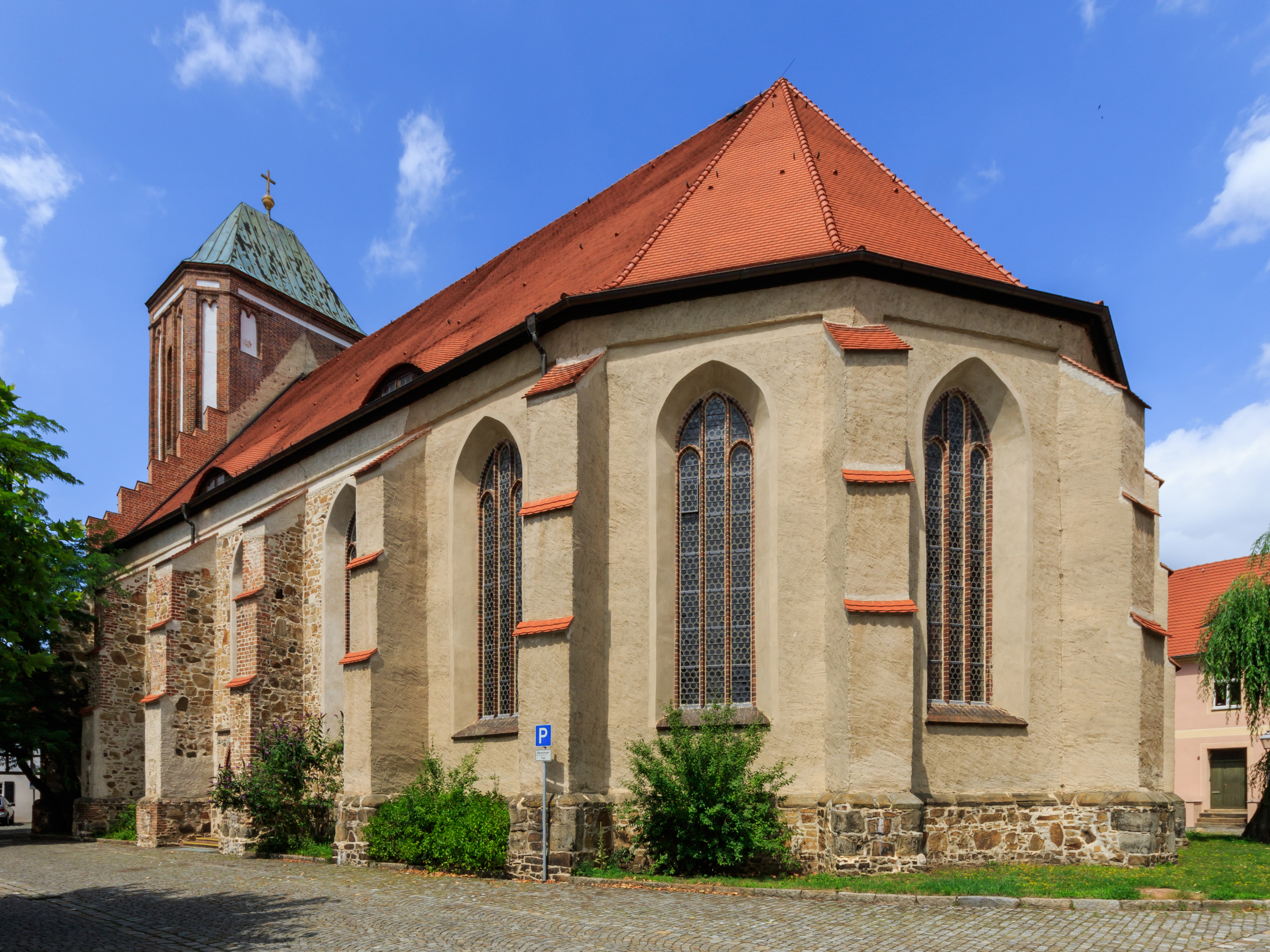
Peter-und-Paul-Kirche
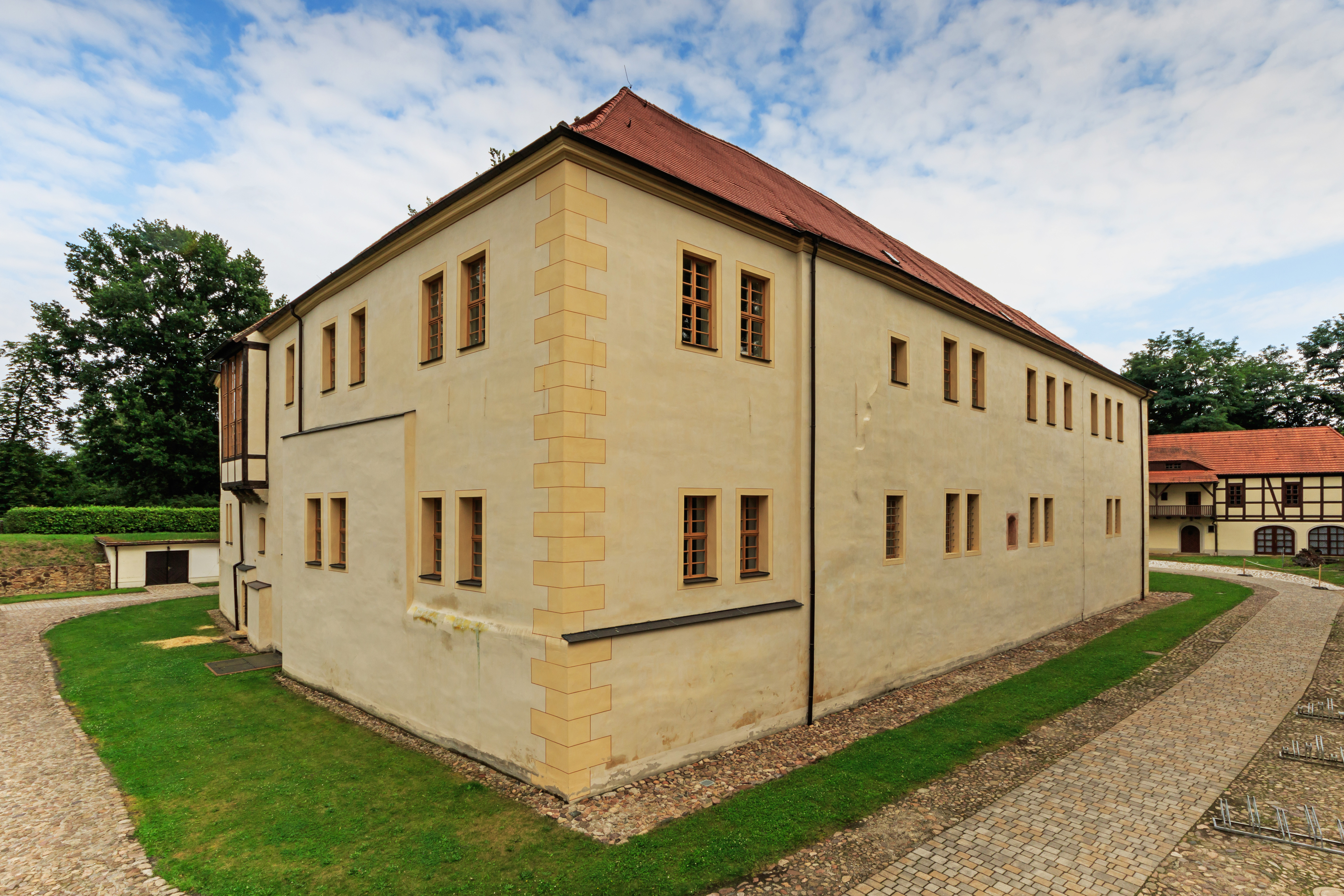
Slot
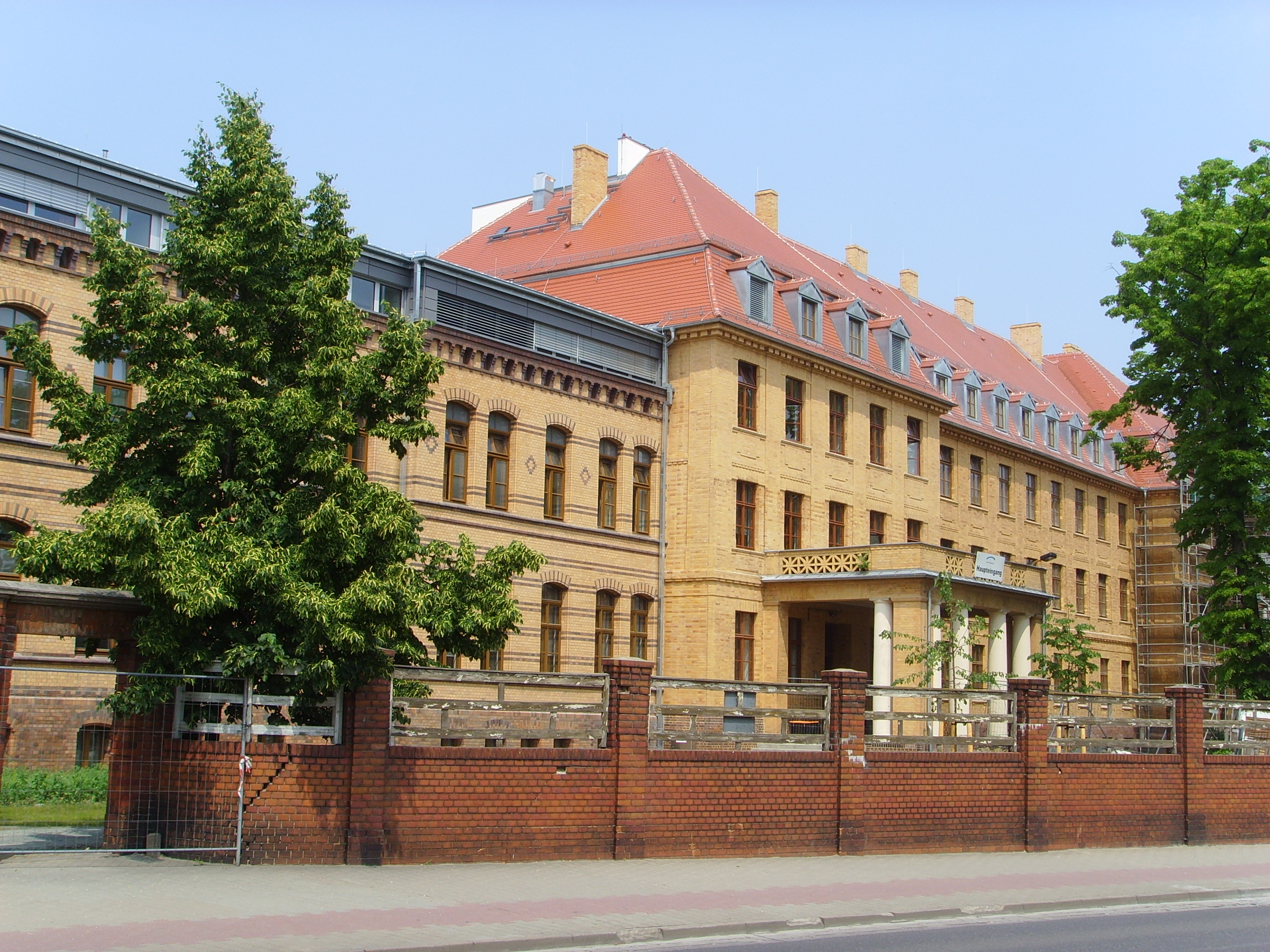
Ziekenhuis

Altdöbern ·
Bronkow ·
Calau ·
Frauendorf ·
Großkmehlen ·
Großräschen ·
Grünewald ·
Guteborn ·
Hermsdorf ·
Hohenbocka ·
Kroppen ·
Lauchhammer ·
Lindenau ·
Lübbenau ·
Luckaitztal ·
Neu-Seeland ·
Neupetershain ·
Ortrand ·
Ruhland ·
Schipkau ·
Schwarzbach ·
Schwarzheide ·
Senftenberg ·
Tettau ·
Vetschau/Spreewald